# Rogério Dutra da Silva
Rogério Dutra da Silva (San Paolo, 3 febbraio 1984) è un ex tennista brasiliano.
Noto anche come Rogério Dutra Silva, ha giocato soprattutto nei circuiti ITF e Challenger, categorie nelle quali ha vinto in totale 20 tornei in singolare e 13 in doppio. Si è distinto anche nel circuito ATP in doppio vincendo un torneo e raggiungendo altre due finali. Nella classifica mondiale ha raggiunto il 63º posto in singolare nel luglio del 2017 e l'84º in doppio nel febbraio del 2018. Ha esordito nella squadra brasiliana di Coppa Davis nel luglio 2011.

## Carriera
Nel novembre del 2001 debutta tra i professionisti nel circuito ITF con una sconfitta al primo turno del torneo Brazil F8. L'anno dopo disputa e perde il suo primo incontro nel circuito Challenger a San Paolo. Nel giugno del 2003 vince il suo primo incontro da professionista al torneo Mexico F6. Dopo due finali perse conquista il primo titolo Futures il 6 settembre 2004 al torneo Brazil F5 di Curitiba in coppia con Júlio Silva. Anche in singolare il primo titolo arriva dopo due finali perse, il 4 giugno 2006 nel torneo Brazil F3.
L'8 ottobre 2006 alza per la prima volta un trofeo Challenger a Quito, vincendo il doppio in due set in coppia con Marcelo Melo a spese di Pablo Cuevas/Horacio Zeballos. Il primo Challenger in singolare risale al 19 settembre 2010 con la vittoria nella finale della BH Tennis Open International Cup a Belo Horizonte, dove supera Facundo Argüello con il punteggio di 6-4, 6-3; a fine anno gioca il suo ultimo torneo ITF. Nel luglio 2011 fa il suo esordio nella squadra brasiliana di Coppa Davis vincendo entrambi i singolari nella sfida con l'Uruguay vinta 5-0 dal Brasile.
Fa il suo esordio negli Slam nel 2011, quando supera le qualificazioni agli US Open e raggiunge il secondo turno, dove viene sconfitto da Alex Bogomolov Jr.. Raggiungerà nuovamente il secondo turno a New York nei due anni successivi venendo eliminato rispettivamente da Novak Đoković e Rafael Nadal. Nel luglio del 2012 raggiunge la finale in doppio nell'ATP 500 di Amburgo in coppia con Daniel Muñoz de la Nava, perdendo in due set contro la coppia David Marrero/Fernando Verdasco.
Fa la sua unica apparizione alle Olimpiadi ai Giochi di Rio de Janeiro del 2016; supera al primo turno Thomas Fabbiano per 7-6, 6-1 e al secondo turno si inchina alla testa di serie nº 6 Gaël Monfils, che si impone con il punteggio di 6-2, 6-4. Nel marzo 2017 conquista il suo unico titolo in carriera nel circuito ATP al Brasil Open, nel quale insieme ad André Sá vince in tre set la finale contro Marcus Daniell / Marcelo Demoliner. A giugno ottiene il suo miglior risultato in una prova dello Slam raggiungendo i quarti di finale nel torneo di doppio al Roland Garros in coppia con Paolo Lorenzi.
Nel gennaio 2019 vince al Challenger di Playford il suo ultimo titolo in carriera sconfiggendo in finale Mats Moraing. Il mese successivo fa la sua ultima apparizione in Coppa Davis e viene sconfitto in singolare nella sfida persa 3-1 contro il Belgio; chiude la sua esperienza nella manifestazione con sei vittorie negli undici incontri disputati. A fine mese, in coppia con Thomaz Bellucci, perde in tre set la finale del doppio al Rio Open contro Máximo González / Nicolás Jarry. Gioca l'ultimo incontro da professionista in singolare nel settembre 2019 e il penultimo in doppio nel dicembre 2020, rientra nel febbraio 2022 per celebrare il suo addio all'agonismo al Rio Open 2022 e viene eliminato al primo turno nel torneo di doppio.

## Statistiche

### Doppio

#### Vittorie (1)
| Legenda                   |
| Grande Slam (0)           |
| ATP World Tour Finals (0) |
| ATP Masters 1000 (0)      |
| ATP World Tour 500 (0)    |
| ATP World Tour 250 (1)    |

| N. | Data         | Torneo                 | Superficie  | Compagno | Avversario in finale             | Punteggio           |
| 1. | 5 marzo 2017 | Brasil Open, San Paolo | Terra rossa | André Sá | Marcus Daniell Marcelo Demoliner | 7-6(5), 5-7, [10-7] |

#### Sconfitte (2)
| Legenda                   |
| Grande Slam (0)           |
| ATP World Tour Finals (0) |
| ATP Masters 1000 (0)      |
| ATP World Tour 500 (2)    |
| ATP World Tour 250 (0)    |

| N. | Data             | Torneo                       | Superficie  | Compagno                | Avversario in finale            | Punteggio           |
| 1. | 22 luglio 2012   | German Open Hamburg, Amburgo | Terra rossa | Daniel Muñoz de la Nava | David Marrero Fernando Verdasco | 4-6, 3-6            |
| 2. | 24 febbraio 2019 | Rio Open, Rio de Janeiro     | Terra rossa | Thomaz Bellucci         | Máximo González Nicolás Jarry   | 7-6(3), 3-6, [7-10] |

### Tornei minori

#### Singolare

##### Vittorie (20)
| Legenda tornei minori |
| Challenger (11)       |
| Futures (9)           |

| N.  | Data              | Torneo                                                      | Superficie  | Avversario in finale  | Punteggio             |
| 1.  | 4 giugno 2006     | Brazil F3, Porto Alegre                                     | Terra rossa | Martín Vilarrubi      | 6-2, 6-4              |
| 2.  | 11 giugno 2006    | Brazil F4, Piracicaba                                       | Terra rossa | Giovanni Lapentti     | 6-0, 2-6, 7-6(2)      |
| 3.  | 18 giugno 2006    | Brazil F5, Sorocaba                                         | Terra rossa | Santiago Giraldo      | 6-4, 6-1              |
| 4.  | 4 maggio 2008     | Brazil F2, Itu                                              | Terra rossa | André Ghem            | 7-6(4), 4-6, 6-4      |
| 5.  | 11 maggio 2008    | Brazil F3, São Roque                                        | Terra rossa | André Miele           | 5-7, 6-2, 6-4         |
| 6.  | 8 giugno 2008     | Brazil F7, Guarulhos                                        | Terra rossa | Daniel Dutra da Silva | 6-0, 6-1              |
| 7.  | 15 giugno 2008    | Brazil F8, Cuiabá                                           | Terra rossa | Daniel Dutra da Silva | 6-1, 6(2)-7, 6-0      |
| 8.  | 25 luglio 2010    | Brazil F16, Jundiaí                                         | Terra rossa | Fernando Romboli      | 6-3, 7-5              |
| 9.  | 29 agosto 2010    | Brazil F21, Campo Grande                                    | Terra rossa | Eladio Ribeiro Neto   | 6(9)-7, 7-5, 4-0 rit. |
| 10. | 19 settembre 2010 | BH Tennis Open International Cup, Belo Horizonte            | Terra rossa | Facundo Argüello      | 6-4, 6-3              |
| 11. | 7 agosto 2011     | Torneio Internacional de Campos do Jordão, Campos do Jordão | Terra rossa | Izak Van der Merwe    | 6-4, 6(5)-7, 6-3      |
| 12. | 8 luglio 2012     | Panama Challenger, Panama                                   | Terra rossa | Peter Polansky        | 6-3, 6-0              |
| 13. | 14 aprile 2013    | Itajaí Open de Tênis, Itajaí                                | Terra rossa | Jozef Kovalík         | 4–6, 6–3, 6–1         |
| 14. | 20 aprile 2014    | São Paulo Challenger de Tênis, San Paolo                    | Terra rossa | Blaž Rola             | 6-4 6-2               |
| 15. | 16 agosto 2015    | Prague Open, Praga                                          | Terra rossa | Radu Albot            | 6–2, 6(5)–7, 6–4      |
| 16. | 25 ottobre 2015   | Santiago Challenger 2, Santiago del Cile                    | Terra rossa | Horacio Zeballos      | 7–5, 3–6, 7–5         |
| 17. | 15 maggio 2016    | Tournoi International de Bordeaux, Bordeaux                 | Terra rossa | Bjorn Fratangelo      | 6–3, 6–1              |
| 18. | 11 marzo 2017     | Santiago Challenger, Santiago del Cile                      | Terra rossa | Nicolás Jarry         | 7–5, 6–3              |
| 19. | 8 aprile 2017     | Panama Challenger, Città di Panama                          | Terra rossa | Peđa Krstin           | 6–2, 6–4              |
| 20. | 6 gennaio 2019    | City of Playford International, Città di Playford           | Cemento     | Mats Moraing          | 6–3, 6–2              |

##### Sconfitte (17)
| Legenda tornei minori |
| Challenger (13)       |
| Futures (4)           |

| N.  | Data              | Torneo                                      | Superficie  | Avversario in finale | Punteggio        |
| 1.  | 19 settembre 2005 | Brasil F10, Florianópolis                   | Terra rossa | Bruno Rosa           | 6-2, 3-6, 1-6    |
| 2.  | 17 aprile 2006    | Italy F9, Roma                              | Terra rossa | Antonio Pastorino    | 7-5, 5-7, 2-6    |
| 3.  | 9 novembre 2008   | Brazil F27, Porto Alegre                    | Terra rossa | Júlio Silva          | 6(5)-7, 1-6      |
| 4.  | 17 maggio 2009    | Aberto de Tênis de Santa Catarina, Blumenau | Terra rossa | Marcelo Demoliner    | 1-6, 0-6         |
| 5.  | 11 luglio 2010    | Brazil F12, Sorocaba                        | Terra rossa | Caio Zampieri        | 2-6, 7-5, 6(4)-7 |
| 6.  | 10 aprile 2011    | Open Pereira, Pereira                       | Terra rossa | Paolo Lorenzi        | 5-7, 2-6         |
| 7.  | 2 ottobre 2011    | Recife Open Internacional de Tenis, Recife  | Terra rossa | Ricardo Mello        | 6(5)-7, 3-6      |
| 8.  | 6 gennaio 2013    | Aberto de São Paulo, San Paolo              | Terra rossa | Horacio Zeballos     | 6(5)-7, 2-6      |
| 9.  | 21 aprile 2013    | Campeonato Internacional de Santos, Santos  | Terra rossa | Gastão Elias         | 6-4, 2-6, 0-6    |
| 10. | 28 giugno 2015    | Milano ATP Challenger, Milano               | Terra rossa | Federico Delbonis    | 1–6, 6(6)–7      |
| 11. | 13 settembre 2015 | Open Barranquilla, Barranquilla             | Terra rossa | Borna Ćorić          | 4–6, 1–6         |
| 12. | 13 marzo 2016     | Santiago Challenger, Santiago del Cile      | Terra rossa | Facundo Bagnis       | 7–6(3), 4–6, 3–6 |
| 13. | 11 settembre 2016 | Open Barranquilla, Barranquilla             | Terra rossa | Diego Schwartzman    | 4–6, 1–6         |
| 14. | 22 ottobre 2016   | Challenger de Santiago, Santiago del Cile   | Terra rossa | Máximo González      | 2–6, 6(5)–7      |
| 15. | 20 novembre 2016  | Uruguay Open, Montevideo                    | Terra rossa | Diego Schwartzman    | 4–6, 1–6         |
| 16. | 21 maggio 2017    | Tournoi International de Bordeaux, Bordeaux | Terra rossa | Steve Darcis         | 6(2)–7, 6–4, 5–7 |
| 17. | 4 agosto 2019     | Liberec Open, Liberec                       | Terra rossa | Nikola Milojević     | 3–6, 6–3, 4–6    |

#### Doppio

##### Vittorie (13)
| Legenda tornei minori |
| Challenger (4)        |
| Futures (9)           |

| N.  | Data             | Torneo                                                      | Superficie  | Compagno        | Avversario in finale                  | Punteggio        |
| 1.  | 4 settembre 2004 | Brazil F5, Curitiba                                         | Terra rossa | Júlio Silva     | Daniel Melo Marcelo Melo              | 6-2, 6-4         |
| 2.  | 5 marzo 2005     | Brazil F2, Guarulhos                                        | Terra rossa | Júlio Silva     | Henrique Pinto-Silva Gabriel Pitta    | 6-2, 6-4         |
| 3.  | 25 marzo 2006    | Italy F6, Catania                                           | Terra rossa | Marcelo Melo    | Héctor Ruiz Cadenas Agustin Tarantino | 6-3, 6-1         |
| 4.  | 1º aprile 2006   | Italy F7, Monterotondo                                      | Terra rossa | Marcelo Melo    | Tobias Koeck Ivan Vuković             | 4-6, 6-4, 6-2    |
| 5.  | 17 giugno 2006   | Brazil F5, Sorocaba                                         | Terra rossa | Franco Ferreiro | Carlos Avellán Thomaz Bellucci        | 7–6(3), 6–4      |
| 6.  | 8 ottobre 2006   | Quito Challenger, Quito                                     | Terra rossa | Marcelo Melo    | Pablo Cuevas Horacio Zeballos         | 6–3, 6–4         |
| 7.  | 12 ottobre 2008  | Aberto de Florianópolis, Florianópolis                      | Terra rossa | Júlio Silva     | Ricardo Hocevar André Miele           | 3–6, 6–4, [10–4] |
| 8.  | 8 novembre 2008  | Brazil F27, Porto Alegre                                    | Terra rossa | Júlio Silva     | Rafael Camilo Rodrigo Guidolin        | 6–4, 6–3         |
| 9.  | 15 novembre 2008 | Brazil F28, Guarulhos                                       | Terra rossa | Júlio Silva     | Marc Auradou Philippe Frayssinoux     | 3–6, 6–2, [10–6] |
| 10. | 3 luglio 2010    | Brazil F13, Araçatuba                                       | Terra rossa | Caio Zampieri   | Carlos Oliveira Fernando Romboli      | 7–6(7), 6–4      |
| 11. | 24 luglio 2010   | Brazil F16, Jundiaí                                         | Terra rossa | Júlio Silva     | Marcelo Demoliner Rodrigo Guidolin    | 6–3, 6–2         |
| 12. | 7 agosto 2010    | Torneio Internacional de Campos do Jordão, Campos do Jordão | Terra rossa | Júlio Silva     | Vítor Manzini Pedro Zerbini           | 7–6(3), 6–2      |
| 13. | 18 giugno 2016   | Internazionali Città di Perugia, Perugia                    | Terra rossa | Andrés Molteni  | Nicolás Barrientos Fabrício Neis      | 7–5, 6–3         |

##### Sconfitte (22)
| Legenda tornei minori |
| Challenger (15)       |
| Futures (7)           |

| N.  | Data              | Torneo                                                      | Superficie   | Compagno              | Avversario in finale                      | Punteggio         |
| 1.  | 15 maggio 2004    | Colombia F2, Pereira                                        | Terra rossa  | Júlio Silva           | Lucas Engel André Ghem                    | 4-6, 3-6          |
| 2.  | 5 giugno 2004     | Italy F10, Castelfranco Veneto                              | Terra rossa  | Júlio Silva           | Flavio Cipolla Alessandro Motti           | 4-6, 3-6          |
| 3.  | 23 ottobre 2004   | Brazil F10, Campo Grande                                    | Terra rossa  | Júlio Silva           | Lucas Engel André Ghem                    | 0-6, 1-6          |
| 4.  | 15 gennaio 2005   | El Salvador F1, San Salvador                                | Terra rossa  | Marcio Torres         | Francisco Rodríguez Scott Schnugg         | 3-6, 6-3, 2-6     |
| 5.  | 22 aprile 2006    | Italy F10, Cremona                                          | Terra rossa  | Bogdan Leonte         | Jean-François Bachelot David Guez         | 4-6, 3-6          |
| 6.  | 20 maggio 2006    | Brazil F1, Recife                                           | Terra rossa  | Alexandre Simoni      | Rafael Farias Gabriel Pitta               | 1-6, 2-6          |
| 7.  | 3 giugno 2006     | Brazil F2, Florianópolis                                    | Terra rossa  | Thomaz Bellucci       | Franco Ferreiro Martín Vilarrubi          | 4-6, 4-6          |
| 8.  | 23 luglio 2006    | Open Bogotá, Bogotà                                         | Terra rossa  | Martín Vilarrubí      | Daniel Garza Michael Quintero             | 6(6)–7, 4–6       |
| 9.  | 14 settembre 2008 | Copa Sevilla, Siviglia                                      | Terra gialla | Flávio Saretta        | David Marrero Pablo Santos González       | 6–2, 2–6, [8–10]  |
| 10. | 15 marzo 2009     | Santiago Challenger, Santiago del Cile                      | Terra rossa  | Flávio Saretta        | Sebastián Prieto Horacio Zeballos         | 6(2)–7, 2–6       |
| 11. | 17 maggio 2009    | Aberto de Tênis de Santa Catarina, Blumenau                 | Terra rossa  | Júlio Silva           | Marcelo Demoliner Rodrigo Guidolin        | 5–7, 6–4, [11–13] |
| 12. | 9 agosto 2009     | Torneio Internacional de Campos do Jordão, Campos do Jordão | Cemento      | Júlio Silva           | Josh Goodall Samuel Groth                 | 6(4)–7, 3–6       |
| 13. | 27 settembre 2009 | Sicilia Classic, Palermo                                    | Terra rossa  | Pierre-Ludovic Duclos | Martin Fischer Philipp Oswald             | 3–6, 6(4)–7       |
| 14. | 6 marzo 2011      | Challenger Salinas, Salinas                                 | Terra rossa  | João Souza            | Facundo Bagnis Federico Delbonis          | 2–6, 1–6          |
| 15. | 22 aprile 2012    | Campeonato Internacional de Santos, Santos                  | Terra rossa  | Júlio Silva           | Andrés Molteni Marco Trungelliti          | 4–6, 3–6          |
| 16. | 27 ottobre 2013   | Challenger de Buenos Aires, Buenos Aires                    | Terra rossa  | André Ghem            | Máximo González Diego Schwartzman         | 3–6, 5–7          |
| 17. | 3 novembre 2013   | Uruguay Open, Montevideo                                    | Terra rossa  | André Ghem            | Pablo Cuevas Martín Cuevas                | w/o               |
| 18. | 1º novembre 2015  | Lima Challenger, Lima                                       | Terra rossa  | João Souza            | Andrej Martin Hans Podlipnik-Castillo     | 3–6, 4–6          |
| 19. | 16 aprile 2016    | Open Barletta, Barletta                                     | Terra rossa  | Flavio Cipolla        | Johan Brunström Andreas Siljeström        | 6-0, 4-6, [8-10]  |
| 20. | 25 settembre 2016 | Campeonato Internacional de Santos, Santos                  | Terra rossa  | Fabrício Neis         | Máximo González Sergio Galdós             | 3–6, 7–5, [12–14] |
| 21. | 13 luglio 2019    | Internazionali Città di Perugia, Perugia                    | Terra rossa  | Szymon Walków         | Tomislav Brkić Ante Pavić                 | 4–6, 3–6          |
| 22. | 28 novembre 2020  | São Paulo Open Tennis, San Paolo                            | Terra rossa  | Fernando Romboli      | Luis David Martínez Felipe Meligeni Alves | 3–6, 3–6          |